# دريقة جريسية
دريقة جريسية (الاسم العلمي:Aspidistra campanulata) هي نوع من النباتات تتبع جنس الدريقة من الفصيلة الهليونية. تم وصف هذا النوع من النبات علمياً لأول مرة من قبل هانس-يورغن تيليش سنة 2007.
تنمو في الغابات دائمة الخضرة على المنحدرات الشديدة المتآكلة من جبال الحجر الجيري في فيتنام. ويرجع اسم هذا النوع من النبات إلى شكل غِف الزهرة الشبيه بالجرس.